# Cruciada țăranilor
Cruciada țăranilor este parte a primei cruciade și a durat cu aproximație șase luni, din aprilie până în octombrie 1096. Mai este cunoscută cu alte nume: Cruciada populară, Cruciada maselor, Cruciada săracilor sau Cruciada calicilor.

## Context istoric
Papa Urban al II-lea a făcut planuri pentru plecarea către Țara Sfântă a cruciaților pe 15 august 1096, dar, cu câteva luni mai înainte de această dată, se adunaseră efective neașteptat de mari de țărani și cavaleri de rang inferior, care au plecat pe propria răspundere către Ierusalim. Țăranii fuseseră chinuiți de foamete, secetă și ciumă cu mulți ani mai înainte de 1096, unii dintre ei văzând în cruciadă probabil o modalitate de a scăpa de greutăți. Mobilizarea țăranilor a fost datorată și unui număr de fenomene naturale care se manifestaseră la începutul anului 1095, fenomene care păreau că sunt o binecuvântare divină pentru cruciadă: printre altele o ploaie de meteori, o eclipsă de lună, o cometă și o auroră. A izbucnit, de asemenea, cu doar puțin timp înaintea convocării Conciliului de la Clermont o epidemie de ergotism, care genera oricum ample mișcări de populație. Milenarismul, credința conform căreia sfârșitul lumii este iminent, foarte  răspândită la începutul secolului al XI-lea, a cunoscut o revenire în forță.
Răspunsul maselor a depășit orice așteptări: în timp ce Papa Urban se aștepta la câteva mii de cavaleri, el s-a trezit cu o migrație în masă a aproximativ 100.000 de persoane, dintre care cei mai mulți erau luptători neexperimentați, printre ei aflându-se și femei și copii. Un căugăr carismatic și orator bun, Pierre l'Ermite din Amiens, a devenit liderul spiritual al mișcării. El s-a remarcat prin modestie, apărând în public îmbrăcat în haine sărăcăcioase și călărind pe un măgar. El a predicat ridicarea la luptă pentru cruciadă prin tot nordul Franței și în Flandra. Călugărul pretindea că fusese însărcinat să predice de însuși Isus Cristos, având chiar o presupusă scrisoare de la Mântuitor pentru a demonstra această afirmație. Se pare că mulți credincioși credeau că Pierre l'Ermite, nu Papa Urban, este inițiatorul cruciadei.
Presupunerea că armata mobilizată de călugăr ar fi fost o adunătură de țărani analfabeți și săraci cu duhul, care nu aveau nici cea mai vagă idee încotro se îndreptau și care credeau că oricare oraș mai mare pe care îl întâlneau în cale era Ierusalimul, poate fi adevărată doar pentru câțiva dintre cei mobilizați, tradiția pelerinajelor la Orașul Sfânt asigurând fără nicio îndoială o bună cunoaștere a locației către care urmau să se îndrepte cruciații și a distanțelor care trebuiau străbătute. În mulțimea de cruciați total nepregătiți din punct de vedere militar se afla un grup de cavaleri bine antrenați, care conducea deplasarea cruciaților, așa cum era viitorul cronicar Fulcher din Chartres și Gautier Sans-Avoir (Gautier cel Fără-de-Avere). Acesta din urmă era un cavaler sărăcit, fără lord protector și fără vasali, dar cu o bogată experiență războinică.

## Gautier și francii

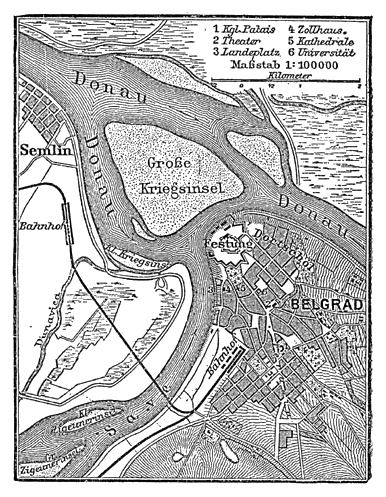
Hartă din 1888 a împrejurimilor Semlinului, râului Sava și Belgradului.

Cuvântarea lui Urban al II-lea, care a reamintit despre fabuloasa fertilitate a pământurilor din țările Orientului, i-a instigat și pe țărani, care sperau la o viață mai bună și la libertate.
Călugărul Pierre și adunat armata la Köln pe 12 aprilie 1096, având de gând să stea aici ceva vreme și să propovăduiască cruciada germanilor, în speranța că va recruta noi cruciați. Francii nu s-au arătat dornici să-l aștepte pe călugăr și pe germani și, sub conducerea lui Gautier Sans-Avoir, câteva mii dintre ei au plecat mai departe, au traversat fără incidente teritoriul Ungariei de azi și au ajuns la râul Sava, la Belgrad, în apropierea graniței cu Imperiul Bizantin. Comandantul orașului a fost luat prin surprindere și nu a permis intrarea pelerinilor în zona fortificată. Cruciații au jefuit zonele rurale înconjurătoare. Aceste jafuri au dus la lupte izolate cu militarii garnizoanei Belgradului și, pentru ca lucrurile să se înrăutățească, 16 cavaleri ai lui Gautier au încercat să jefuiască o piață din Semlin. Aici, cavalerii au fost dezbrăcați de armuri și haine, care au fost atârnate pe zidurile castelului local. Până la urmă, cruciații au primit permisiunea să se deplaseze către Niș, unde li s-a asigurat hrană și unde au așteptat autorizația pentru traversarea teritoriilor bizantine. La sfârșitul lunii iulie, armata cruciată a ajuns la Constantinopol, fiind escortați de militari bizantini.

## Deplasarea germanilor de la Köln la Constantinopol
Pierre și restul cruciaților au părăsit Kölnul pe 20 aprilie. Cam 20.000 de oameni au plecat imediat, în timp ce alții au urmat după ceva vreme. (Vedeți și: Cruciada germană). Când au ajund pe malurile Dunării, cea mai mare parte a lor a hotărât să continue drumul pe jos, intrând în Ungaria pe la Ödenburg (Sopron), în timp ce restul s-a deplasat cu bărcile pe fluviu. După ce au traversat fără incidente Ungaria, și-au reunit forțele la Semlin, la frontiera bizantină.
În Semlin, cruciații au devenit suspicioși când au văzut cel 16 armuri atârnate de zidurile cetății și, până în cele din urmă, o ceartă cu un negustor local din târg a dus la o revoltă, care s-a transformat într-un asalt asupra orașului, în timpul căruia au fost uciși cam 4.000 de unguri. După aceasta, cruciații au traversat Sava spre Belgrad, unde s-au încăierat cu militarii garnizoanei din oraș. Locuitorii Belgradului au fugit, iar cruciații au jefuit și indendiat orașul. După un marș de șapte zile, cruciații au ajuns la Niș pe 3 iulie. Aici, comandantul militar al garnizoanei locale a promis să asigure cruciaților provizii pentru drum și o escortă care să-i călăuzească până la Constantinopol, cu condiția ca să plece imediat. A fost stabilită dimineața următoarei zile pentru plecare. Totuși, câțiva cruciați germani s-au încăierat cu niște localnici, au dat foc unei mori și conflictul a scăpat de sub controlul călugărului Pierre. Comandantul Nișului a trimis la luptă împotriva cruciaților toți militarii din subordine. Cruciații au fost zdrobiți complet și puși pe fugă după ce au pierdut cam un sfert din efective. Ei au reușit să se regrupeze la o oarecare depărtare de oraș, la Bela Palanka, și s-au deplasat către Sofia, unde s-au întâlnit cu trupele bizantine de escortă, care i-au călăuzit în siguranță până la Constantinopol, unde au ajund pe 1 august.

## Destrămarea conducerii
Bazileul Alexis I Comnen, negăsind nimic de făcut cu o asemenea "armată" neașteptată și atipică, i-a trecut rapid Bosforul pe 6 august. Până azi nu există surse istorice demne de încredere care să ofere un răspuns fără echivoc la întrebarea dacă împăratul a încercat să se debaraseze de cruciați, lăsându-i fără călăuze bizantine în timpul deplasării, fiind conștient că, fără ajutor calificat, mulțimea neinstruită și dezorientată avea să fie o pradă sigură pentru turcii selgiucizi, ori dacă chiar cruciații au insistat să-și continue drumul în Asia, în ciuda oricăror avertismente. În orice caz, se știe sigur că Alexis l-a sfătuit pe Pierre l'Ermite să nu intre în conflict cu turcii, pe care împăratul îi considera superiori pestriței armate cruciate din punct de vedere al pregătirii militare, și să aștepte principala armată a cruciaților, care era încă pe drum spre Constantinopol.
Oamenilor lui Pierre li s-au alăturat francii lui Gautier Sans-Avoir și un număr de  detașamente de cruciați italieni, care sosiseră separat de restul pelerinilor. Odată ajunși în Asia, cruciații au început să jefuiască orașele întâlnite în cale și au ajuns la Nicomedia (azi Izmit, Turcia). Aici au izbucnit neînțelegeri între italieni și germani pe de-o parte și franci, pe de alta. Germanii și italienii s-au separat și și-au ales un nou conducător, un italian numit Rainald, în vreme ce francii l-au ales pe Geoffrey Burel în funcția de comandant. Pierre a pierdut orice control asupra expediției.
Deși împăratul bizantin îl îndemnase pe Pierre să aștepte principala armată a cavalerilor, călugărul își pierduse aproape întreaga autoritate, iar cruciații s-au împrăștiat  în mai multe coloane în mișcare. Francii au ajuns la Niceea, un oraș întărit aflat sub controlul turcilor, unde au reușit să jefuiască suburbiile. Germanii, pentru a nu fi mai prejos, au atacat cu șase mii de oameni Xerigordonul și au cucerit orașul, care a fost folosit ca bază pentru următoarele raiduri în zonă. Ca răspuns, turcii au trimis spre Xerigordon o armată puternică și, pe 29 septembrie, au ocupat singura sursă de apă potabilă, aflată în afara zidurilor orașului, pe care germanii nici nu se gândiseră să o apere. După ce timp de opt zile nu au avut nimic altceva de băut decât sângele animalelor sau propria urină, cruciații au fost forțați să se predea. În vreme ce unii dintre cruciați au fost executați, alții au fost vânduți ca sclavi.

## Criza

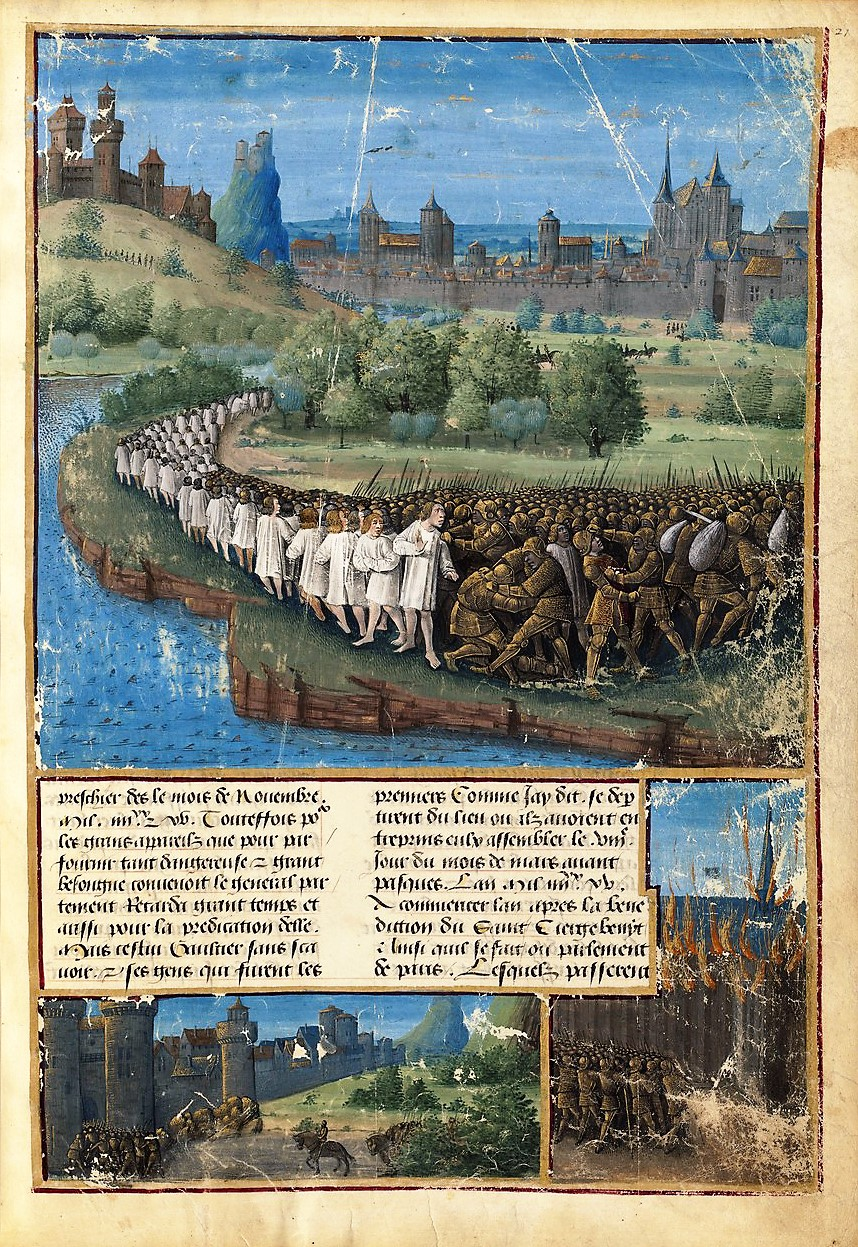
Înfrângerea umilitoare a armatei cruciaților țărani, miniatură din 1490

În principala tabără a cruciaților, spionii tuci au împrăștiat zvonul că germanii care cuceriseră Xerigordonul au cucerit și Niceea, ceea ce a crescut dorința neexperimentaților războinici creștini să plece cât mai repede să participe la jefuirea noii cuceriri. Turcii au organizat o ambuscadă pe drumul pe care urmau să se deplaseze coloanelor creștine spre Niceea. Când în rândul cruciaților s-a aflat adevărul despre dezastrul de la Xerigordon, entuziasmul s-a transformat în panică. Călugărul Pierre plecase la Constantinopol pentru a aranja aprovizionarea armatei sale și era așteptat să se întoarcă rapid, iar majoritatea liderilor au cerut să se aștepte revenirea lui pentru luarea unei decizii. Călugărul nu s-a mai întors niciodată, însă. Până la urmă, Geoffrey Burel, care se bucura de un bun renume în rândul cruciaților, a afirmat că este sinonim cu lașitatea să se aștepte la nesfârșit venirea liderului religios și că ar fi mult mai nimerit să se pornească imediat împotriva turcilor. Părerea lui a avut câștig de cauză. În dimineața zilei de 21 octombrie, întreaga armată cruciată de 20.000 de luptători a pornit în marș spre Niceea, lăsând femeile, copiii, bătrânii și bolnavii în tabără.
La cam 5 km de tabără, în locul în care drumul se strecura printr-o vale îngustă și împădurită lângă satul Dracon, turcii așteptau în ambuscadă. După ce au fost atacați, cruciații au intrat rapid în panică și au luat-o la fugă spre tabără. Cei mai mulți dintre cruciați au fost uciși în luptă. Copii și cei care s-au predat au fost cruțați. Trei mii de cruciați, inclusiv Geoffrey Burel, au fost suficient de norocoși pentru a ajunge într-un castel vechi părăsit unde s-au apărat până când marina bizantină a intervenit și i-a obligat pe turci să ridice asediul. Cele câteva mii de cruciați care au scăpat au reușit să se reîntoarcă în Constantinopol. Aceștia au fost singurii supraviețuitori ai cruciadei țăranilor.

## Ipoteză nouă
În cartea sa despre colonizarea sașilor în Transilvania, publicată în 2001, cercetătorul Horst Klusch a lansat ipoteza că primii coloniști germani stabiliți în Transilvania nu au fost cei chemați de regele Ungariei Géza al II-lea (1141-1162) ci, ceva mai devreme, unii din germanii care, din aprilie până în octombrie 1096, participaseră la Cruciada țăranilor.